# Rashômon
Rashômon (prt: Às Portas do Inferno ou Rashomon - Às Portas do Inferno; bra: Rashomon) é um filme japonês de 1950, dirigido por Akira Kurosawa, com roteiro de Shinobu Hashimoto e do próprio diretor baseado em dois contos de Ryūnosuke Akutagawa ("Rashomon" e "Yabu no Naka")
Estrelado por Toshirō Mifune, Machiko Kyō e Masayuki Mori, o filme tem uma estrutura de narrativa não convencional que sugere a impossibilidade de obter a verdade sobre um evento quando há conflitos de pontos de vista. Tanto no inglês como em outras línguas, "Rashomon" se tornou um provérbio para qualquer situação na qual a veracidade de um evento é difícil de ser verificada devido a julgamentos conflitantes de diferentes testemunhas. Na psicologia, o filme emprestou seu nome ao chamado "Efeito Rashomon".[carece de fontes?]

## Sinopse
No Japão do século XI, um lenhador, um camponês e um sacerdote abrigam-se de uma forte tempestade nas ruínas do Portão de Rashomon. O sacerdote então começa a contar sobre um julgamento no qual foi testemunha, de um bandido que estuprara uma mulher e assassinara o marido dela. Nesse julgamento, os depoimentos são conflitantes, pondo em choque a verdade de cada um.

## Prêmios e indicações

### Oscar 1952
- Vencedor do Melhor filme em língua não inglesa[6]

### Oscar 1953
- Indicado: Melhor direção de arte[7]

### Outros prêmios
- Blue Ribbon Awards (1951) – Venceu na categoria de melhor roteiro (Akira Kurosawa e Shinobu Hashimoto)[carece de fontes?]
- Mainichi Eiga Concours (1951) – Venceu na categoria de melhor atriz ([Machiko Kyô)[carece de fontes?]
- National Board of Review (1951) – Venceu nas categorias de melhor diretor (Akira Kurosawa)[carece de fontes?] e melhor filme estrangeiro (Japão)[carece de fontes?]
- Festival Internacional de Cinema de Veneza (1951) – Recebeu o Leão de Ouro[carece de fontes?]e Italian Film Critics Award (Akira Kurosawa)[carece de fontes?]
- BAFTA (1953) – Indicado na categoria de melhor filme de qualquer origem (Japão)[carece de fontes?]
- Directors Guild of America (1953) – Indicado na categoria de realização diretorial notável no cinema (Akira Kurosawa)[carece de fontes?]

## Direção de fotografia
O uso de cenas contrastantes é um recurso frequente em Rashomon. De acordo com o crítico Donald Richie, o pedaço de tempo das cenas da esposa e do bandido são as mesmas quando o bandido esta barbaramente enlouquecido e a esposa histericamente enlouquecida.

## Conteúdo simbólico e alegórico
Devido à sua ênfase na subjetividade da verdade e na incerteza da precisão factual, Rashomon tem sido visto por alguns como uma alegoria da derrota do Japão no fim da Segunda Guerra Mundial. Entretanto, o conto Yabu no Naka de Akutagawa precede a adaptação cinematográfica em 28 anos, e alguma alegoria pós-guerra intencional teria, desse modo, sido resultado da influência de Kurosawa (baseado mais na moldura do conto do que nos próprios eventos). O artigo "Memórias da derrota do Japão: uma reavaliação de Rashomon", de James F. Davidson, na edição de dezembro de 1954 da Antioch Review, é uma análise precoce dos elementos da derrota na Segunda Guerra Mundial. Outra interpretação alegórica do filme é mencionada brevemente no artigo "Japão: uma nação ambivalente, um cinema ambivalente", de 1995, por David M. Desser  Aqui, o filme é visto como uma alegoria da bomba atômica na derrota japonesa. Também é brevemente mencionada a visão de James Goodwin na influência dos eventos do pós-guerra no filme.

## Influência na filosofia
- Rashomon interpreta um papel central no diálogo de Martin Heidegger entre uma pessoa japonesa e um investigador. Enquanto o investigador elogia o filme por ser um caminho que leva ao "misterioso" mundo do Japão, o japonês condena o filme por ser muito Europeizado e dependente de um certo realismo objetificante que não está presente nas tradicionais peças de teatro noh japonesas.[10]